# Hoplandrothrips virago
Hoplandrothrips virago är en insektsart som beskrevs av Ian A. Hood 1931. Hoplandrothrips virago ingår i släktet Hoplandrothrips och familjen rörtripsar. Inga underarter finns listade i Catalogue of Life.